# Manoir de la Queurie
Le manoir de la Queurie est un édifice du XVe siècle situé à Écouché-les-Vallées, en France.

## Localisation
Le monument est situé dans le département français de l'Orne, à un kilomètre à l'est de l'église de La Courbe, commune déléguée de la commune nouvelle d'Écouché-les-Vallées.

## Architecture
L'édifice est inscrit au titre des Monuments historiques depuis le 2 novembre 1926.